# Ovtjepoltsi
Ovtjepoltsi (bulgariska: Овчеполци) är ett distrikt i Bulgarien.   Det ligger i kommunen Obsjtina Pazardzjik och regionen Pazardzjik, i den centrala delen av landet, 100 km öster om huvudstaden Sofia.
Trakten runt Ovtjepoltsi består till största delen av jordbruksmark. Runt Ovtjepoltsi är det ganska tätbefolkat, med 192 invånare per kvadratkilometer.